# Riigikogu
O Parlamento da Estônia (estônio: Riigikogu; lit. Assembleia do Estado) é o parlamento unicameral da Estônia. Todas as questões importantes relacionadas ao Estado passam pelo Riigikogu.
Além da aprovação de leis, o parlamento indica alto-funcionários, incluindo o primeiro-ministro e o chefe de justiça da Suprema Corte. Pode eleger sozinho, se necessário, ou juntamente aos representantes dos governos locais, dentro de um colégio eleitoral mais amplo, o presidente. O Riigikogu também ratifica tratados estrangeiros significativos que impõem obrigações militares e patrimoniais que provocam mudanças nas leis e aprova o orçamento apresentado pelo governo e monitora o poder executivo.

## História

### As primeiras eleições
A primeira eleição para o Riigikogu ocorreu em 1920. De 1920 a 1938, aconteceram mais cinco eleições para o Riigikogu, mas muitas serviram de base para constituições diferentes. Em 1920-1923 existiu uma lista fechada, enquanto que de 1926 a 1934 havia uma opção sobre uma lista aberta. A base da eleição até 1932 foi a representação proporcional. As eleições eram em bases regionais, sem quaisquer limiares nas primeiras duas eleições, mas a partir de 1926 um limiar moderado de eleição (2%) foi usado.

### O Castelo Toompea
Desde 1922, as sessões do Riigikogu eram realizadas no Castelo Toompea, onde um novo edifício com requinte expressionista e em um estilo moderno incomum foi construído no antigo pátio do castelo medieval em 1920-1922. Durante os períodos de ocupação soviética (1940-41), alemã (1941-44) e segunda ocupação soviética da Estônia (1944-1991) o Riigikogu foi dissolvido. O castelo e o edifício do Riigikogu foi usado pelo Soviete Supremo da República Socialista Soviética da Estônia.

### A independência da União Soviética
Em setembro de 1992, um ano depois da Estônia recuperar sua independência da União Soviética, eleições para o Riigikogu ocorreram de acordo com a Constituição da Estônia adotada no verão do mesmo ano. Segundo a constituição de 1992, o Riigikogu tem 101 membros. O atual Riigikogu foi eleito em 5 de março de 2023. As principais diferenças entre esse sistema e um puro sistema de representação política são o estabelecimento de um limiares mínimos na eleição nacional de 5% e a utilização de uma fórmula d'Hondt modificada (o divisor é elevado à potência 0,9). Esta modificação traz mais desproporcionalidade do que ocorre na forma habitual da fórmula.

## Partidos políticos
|                | Partido Reformista Estónio (Eesti Reformierakond)                           | Liberalismo clássico           |
|                | Partido do Centro Estónio (Eesti Keskerakond)                               | Liberalismo social             |
|                | União Pró Pátria e Res Publica (Isamaa ja Res Publica Liit)                 | Conservadorismo                |
|                | Partido Social Democrata (Sotsiaaldemokraatlik Erakond)                     | Social-democracia              |
|                | Verdes da Estônia (Eestimaa Rohelised)                                      | Ambientalismo                  |
|                | União do Povo da Estônia (Eestimaa Rahvaliit)                               | Agrário                        |
|                | Partido Democrata Cristão da Estônia (Erakond Eesti Kristlikud Demokraadid) | Democracia cristã              |
|                | Partido Constitucional (Konstitutsioonierakond)                             | Minoria russa, ala de esquerda |
|                | Partido da Independência Estoniana (Eesti Iseseisvuspartei)                 | Euroceticismo, Nacionalismo    |
|                | Partido Russo da Estônia (Vene Eesti Erakond)                               | Minoria russa                  |
|                | Partido da Esquerda da Estónia (Eesti Vasakpartei)                          | Socialismo democrático         |
|                | Independentes                                                               |                                |
| 1. 2. 3. 4. 5. |                                                                             |                                |